# Ctenocella hystrix
Ctenocella hystrix är en korallart som först beskrevs av Achille Valenciennes 1855.  Ctenocella hystrix ingår i släktet Ctenocella och familjen Ellisellidae. Inga underarter finns listade i Catalogue of Life.